# Miquel Alzamora
Miquel Alzamora Risse (Artà, 17 de fevereiro de 1974) é um desportista espanhol que competiu no ciclismo nas modalidades de pista, especialista nas provas de perseguição por equipas e madison, e rota.
Ganhou uma medalha de ouro no Campeonato Mundial de Ciclismo em Pista de 1997, na carreira de madison (junto a Joan Llaneras).
Participou em dois Jogos Olímpicos de Verão, ocupando o 6.º lugar em Atenas 2004, na prova de madison, e o 12.º lugar em Sydney 2000, em perseguição por equipas.

## Medalheiro internacional
| Campeonato Mundial | Campeonato Mundial | Campeonato Mundial | Campeonato Mundial |
| Ano                | Lugar              | Medalha            | Competição         |
| ------------------ | ------------------ | ------------------ | ------------------ |
| 1997               | Perth ( Austrália) | Medalha de ouro    | Madison            |